# مکینتاش کلاسیک
مکینتاش کلاسیک (انگلیسی: Macintosh Classic) رایانه شخصی محصول شرکت اپل بود که از سال ۱۹۹۰ تا ۱۹۹۲ تولید و به فروش می‌رسید. این اولین کامپیوتر اپل بود که کم‌تر از هزار دلار قیمت داشت. این رایانه از سی‌پی‌یو موتورولا ۶۸۰۰۰ بهره می‌برد.